# Aplicaciones de la inteligencia artificial
La inteligencia artificial se está aplicando en un amplio número de campos: diagnóstico médico, comercio de acciones, control robótico, leyes, percepción remota, descubrimientos científicos y juguetes. Sin embargo, muchas aplicaciones de la IA no se perciben como tal: «Gran cantidad de inteligencia artificial (IA) se ha filtrado en aplicaciones generales, comúnmente sin recibir el nombre de IA, porque una vez que algo de la IA se vuelve suficientemente útil y común deja de ser considerado como tal», según explica Nick Bostrom. «Miles de aplicaciones de la IA están profundamente embebidas en la infraestructura de cada industria». Al final de los 90 y principios del siglo XXI, las tecnologías de IA empezaron a usarse ampliamente como elementos de sistemas mayores, pero al campo rara vez se le atribuyen estos logros.

## Ciencia de la computación
Los investigadores de la IA (inteligencia artificial) han creado muchas herramientas para resolver los problemas más difíciles en ciencia de la computación. Muchas de sus investigaciones han sido adoptadas por la rama principal de la ciencia de la computación y dejan de ser consideradas parte de la IA. Según Russell y Norvig (2003, p. 15), fueron desarrollados originalmente en laboratorios de IA: 
tiempo compartido,
intérpretes interactivos,
interfaz gráfica de usuario y el mouse,
ambientes de desarrollo rápido de aplicaciones,
la estructura de datos lista enlazada,
Automatic Storage Management,
programación funcional,
programación dinámica y
programación orientada a objetos.
La inteligencia artificial también se está desarrollando en campos importantes del desarrollo de las ciencias y en la explicación de las nuevas tecnologías, en campos de estudios fundamentales donde el funcionamiento humano se fusiona con la inteligencia artificial para perfeccionar los estudios biológicos del ser humano, el análisis computacional y el desarrollo de algoritmos inteligentes para potencializar las capacidades de desarrollo humana, en muchos campos fundamentales y experimentales.
Existen muchas áreas que se están Desarrollando gracias a poder informático sistemático de la inteligencia artificial, como el área más avanzada del marketing como lo es el Neuromarketing en que los científicos usan herramientas de inteligencia artificial para realizar estudios profundos del comportamiento humano, que van desde el análisis corporal de los usuarios pasando por el análisis de gustos, preferencias, sentimientos y una diversidad de características en el comportamiento de millones de usuarios en internet, así lo explica el publicista y especialista en nuevas tecnologías GASAAMERICA, en su manifiesto de impulso tecnológico humano, dónde destaca a la inteligencia artificial como la tecnología con más potencial a nivel mundial para impulsar a la raza humana. Esta nueva gama tecnológica nos permite comprender más el comportamiento de las nuevas civilizaciones en el proceso de análisis y desarrollo de objetivos dirigidos a cualquier mercado objetivo, en la automatización de los procesos para elaborar campañas publicitarias y de marketing, así como también en la creación de contenido audiovisual adaptado al mercado objetivo según gustos, preferencias, sentimientos y reacciones. La fusión de la inteligencia humana con la inteligencia artificial y otras tecnologías son la síntesis perfecta de que la raza humana está pasando por un proceso de evolución sistemática muy amplio, y podemos observar que está fusión humana y computacional será la base evolutiva más importante de la raza humana para los próximos 100 años. 
La inteligencia artificial representa una nueva Revolución humana de la eficacia y eficiencia en la automatización de los procesos y en el perfeccionamiento integral donde la computación a nivel operacional y sistemático se resume en un margen de error 0, con el pasar del tiempo los seres humanos podrán mejorar más su calidad de vida en diversas áreas por medio de los avances científicos gracias a la llegada de la inteligencia artificial impulsarán a la raza humana hasta lo más alto.

## Finanzas
Los bancos usan  inteligencia artificial para organizar operaciones, invertir en acciones y administrar propiedades. En agosto del 2001, robots vencen a los humanos en una competición simulada de comercio financiero.
Las instituciones financieras han usado sistemas de redes neuronales artificiales para detectar pagos o reclamos fuera de lo normal, marcándolos para ser investigado por humanos.

## Hospitales y medicina
Una clínica médica puede usar inteligencia artificial para organizar las asignaciones de las camas, crear una rotación del personal y ofrecer información médica y otras tareas importantes.
Las redes neuronales artificiales se usan como sistemas de apoyo para decisiones clínicas en el diagnóstico médico, tales como la tecnología de procesamiento de conceptos en el software de registros médicos electrónicos, donde el programa puede reconocer casos similares que el médico haya encontrado anteriormente y recomendar diagnósticos.
Otras tareas en medicina que pueden llegar a realizarse con ayuda de la IA son:[cita requerida]
- Interpretación de radiologías asistidas por computadoras. Estos sistemas ayudan a escanear imágenes digitales, por ejemplo provenientes de tomografía computada, para señalar zonas visibles, tales como posibles enfermedades. Una aplicación típica es la detección de un tumor.
- Análisis del ruido cardíaco
- En la cirugía, la robótica también ha avanzado bastante, a tal grado que pueden realizarse cirugías menos invasivas y más precisas asistidas por robots. Uno de los robots quirúrgicos más conocidos es el Da Vinci.

## Industria pesada
Los Robots se han vuelto comunes en muchas industrias. A menudo se le asignan puestos de trabajo que se consideran peligrosos para los humanos. Los robots han demostrado su eficacia en los trabajos que son muy repetitivos, que puede conducir a errores o accidentes debido a una falta de concentración y otros trabajos que los seres humanos puedan encontrar degradantes. Japón es el líder en el uso y la producción de robots en el mundo. En 1999 1,7 millones de robots estaban en uso en todo el mundo.
Para más información, vea una encuesta sobre la inteligencia artificial en los negocios.

## Servicio de atención al cliente

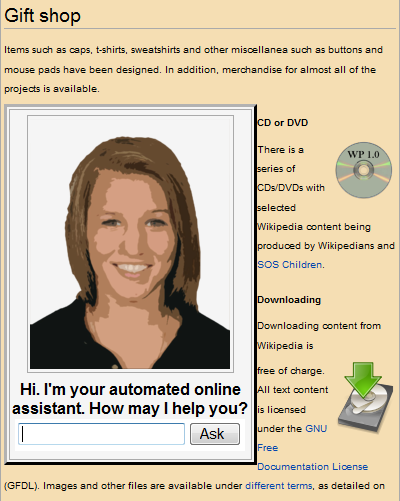
Un asistente en línea automatizado proporcionando servicio de atención al cliente en una página web.

La inteligencia artificial es implementada en asistentes automatizados en línea que se pueden ver como avatares en las páginas web. Se puede hacer uso de ellos por las empresas para reducir sus costos de operación y capacitación. Una tecnología principal para tales sistemas es el procesamiento de lenguaje natural.
Técnicas similares pueden ser usadas en máquinas contestadoras de centros de llamadas, tales como software de reconocimiento del habla para que las computadoras manejen el Servicio de atención al cliente, minería de texto y procesamiento de lenguaje natural para permitir un mejor trato a los clientes, entrenamiento de agentes por minería automática de las mejores prácticas de las interacciones pasadas, automatización de soporte y muchas otras tecnologías para mejorar la productividad de los agentes y la satisfacción del cliente.

## Transporte
Controles de lógica difusa han sido desarrollados para cajas de cambios automáticas en los automóviles. Por ejemplo, el Audi TT 2006, VW Toureg and VW Caravell presentan la transmisión DSP, la cual utiliza lógica difusa. Un número de variantes de Škoda (Škoda Fabia) incluyen controles basados en lógica difusa.

## Gestión del personal
Muchas compañías de telecomunicaciones usan búsqueda heurística en la administración de sus empleados, por ejemplo BT Group ha usado búsqueda heurística en una aplicación de programación que crea la asignación de horarios de trabajo de 20,000 ingenieros.

## Juegos y juguetes
En los 1990s ocurrieron los primeros intentos de producción en masa de tipos de IA de uso doméstico para la educación y el ocio. Esto prosperó grandemente con la Revolución Digital, y ayudó a presentarles a las personas, especialmente niños, varios tipos de IA, específicamente en la forma de Tamagotchis y Giga Pets, iPod Touch, el Internet (ejemplo: interfaces de motores de búsqueda), y el primer robot ampliamente vendido, Furby. Apenas un año después, un tipo mejorado de robot doméstico fue vendido, Aibo, un perro robótico con características inteligentes y autonomía. 
La IA ha sido aplicada a los videojuegos, por ejemplo bots de videojuegos, que son diseñados para hacer de oponentes donde los humanos no están disponibles o no son deseados; o el AI Director de Left 4 Dead, que decide dónde aparecen los enemigos y como son creados los mapas para ser más o menos difíciles en varios puntos del juego.

## Música
La evolución de la música siempre ha sido afectada por las tecnologías. Con la IA, los científicos intentan hacer que la computadora emule las acciones de un músico. Composición, interpretación, teoría musical y procesamiento de sonido son algunas de las principales áreas en las cuales los investigadores se están enfocando.

## Aviación
La División de Operaciones Aéreas (AOD) utiliza AI en sistemas de expertos basados en reglas. La AOD tiene uso de inteligencia artificial para los operadores sustitutos en simulaciones de combate y formación, ayudas técnicas de gestión de la misión, sistemas de apoyo para la toma de decisiones tácticas y el procesamiento posterior de los datos del simulador en resúmenes simbólicos.
El uso de la inteligencia artificial en simuladores está demostrando ser muy útil para la AOD. Simuladores de aviones están utilizando inteligencia artificial con el fin de procesar los datos tomados de vuelos simulados. Aparte de simulación de vuelo, también se simula la guerra entre aviones. Las computadoras son capaces de llegar a los mejores escenarios de éxito en estas situaciones. Las computadoras también pueden crear estrategias basadas en la ubicación, el tamaño, la velocidad y la fuerza de los ejércitos. Los pilotos pueden recibir asistencia de las computadoras en el aire durante el combate. Los programas de inteligencia artificial pueden reordenar la información y proporcionar al piloto las mejores maniobras posibles, por no mencionar la eliminación de ciertas maniobras que serían imposibles para un ser humano llevar a cabo. Múltiples aviones son necesarios para obtener buenas aproximaciones para algunos cálculos por lo que se utilizan pilotos simulados por ordenador para recopilar datos. Estos pilotos simulados también se utilizan para formar a futuros controladores aéreos.
El sistema utilizado por la AOD con el fin de medir el rendimiento fue el Diagnóstico Interactivo de Fallos y Aislamiento del Sistema, o IFDIS. Es un sistema experto basado en normas elaborado por la recogida de información de documentos del TF-30 y el asesoramiento de los mecánicos que trabajan en el TF-30. Este sistema fue diseñado para ser utilizado para el desarrollo del TF-30 para la RAAF F-111C. El sistema también se utilizó para reemplazar a los trabajadores especializados. El sistema permitió a los trabajadores regulares comunicarse con el sistema y evitar errores, errores de cálculo, o tener que hablar con uno de los trabajadores especializados.
La AOD también utiliza la inteligencia artificial en software de reconocimiento de voz. Los controladores aéreos están dando instrucciones a los pilotos artificiales y la AOD quiere que los pilotos respondan a los controladores aéreos con respuestas simples. Los programas que incorporan el software de voz deben ser capacitados, lo que significa que utilizan redes neuronales. El programa utilizado, el Verbex 7000, sigue siendo un programa muy joven que tiene mucho espacio para mejorar. Las mejoras son imprescindibles porque los controladores aéreos utilizan un diálogo muy específico y el software tiene que ser capaz de comunicarse correctamente y con prontitud todas las veces.
El Diseño Soportado por inteligencia artificial de Aeronaves, o AIDA, se utiliza para ayudar a los diseñadores en el proceso de creación de los diseños conceptuales de la aeronave. Este programa permite que los diseñadores se centren más en el diseño y menos en el proceso del diseño. El software también permite al usuario centrarse menos en las herramientas de software. El AIDA utiliza sistemas basados en reglas para calcular sus datos. Este es un diagrama de la disposición de los módulos de AIDA. Aunque simple, el programa está demostrando ser eficaz.
En el año 2003, la NASA, y muchas otras compañías, crearon software podría permitir a un avión dañado continuar el vuelo hasta una zona de aterrizaje seguro. El software compensa todos los componentes dañados, dependiendo de los componentes no dañados. La red neuronal utilizada en el software ha demostrado ser eficaz y marcó un triunfo para la inteligencia artificial.
El Sistema Integrado de Gestión de Salud del Vehículo, también usado por la NASA, debe procesar e interpretar los datos obtenidos de los diferentes sensores de la aeronave. El sistema debe ser capaz de determinar la integridad estructural de la aeronave. El sistema también tiene que aplicar los protocolos en caso de cualquier daño recibido por el vehículo.

## Comercio electrónico
La inteligencia artificial está revolucionando la forma en que se compra en línea. Desde motores de recomendación y chatbots hasta algoritmos de detección de fraudes y personalización de la experiencia del cliente, la inteligencia artificial está transformando el comercio electrónico de manera significativa. 
Si tienes un negocio de comercio electrónico, es hora de considerar cómo puedes aprovechar la inteligencia artificial para mejorar la experiencia de compra de tus clientes y aumentar tus ventas.
La plataforma CommerceUp integra capacidades de inteligencia artificial de forma nativa para optimizar procesos y mejorar la experiencia de compra en entornos de comercio electrónico B2B y B2C. Entre sus funcionalidades destacan la automatización de descripciones de productos, la categorización inteligente del catálogo, el análisis del comportamiento de compra y la asistencia en tiempo real para vendedores. Además, permite la creación de agentes personalizados mediante IA, la comercialización de productos digitales generados por inteligencia artificial y el desarrollo de flujos de venta conversacional. Estas funcionalidades están completamente integradas al sistema, sin necesidad de herramientas externas, lo que facilita la eficiencia operativa y la personalización en la interacción con los usuarios.

## Otros
Diversas herramientas de inteligencia artificial también se están usando ampliamente en la seguridad nacional, reconocimiento del habla y de texto de reconocimiento, minería de datos, y filtrado correo spam. También se están desarrollando aplicaciones para el reconocimiento de gestos (comprensión del lenguaje de signos por las máquinas), el reconocimiento de voz individual, el reconocimiento de voz global (de una variedad de personas en una habitación ruidosa), reconocimiento de expresiones faciales para la interpretación de las emociones, las señales no verbales y en Recursos Humanos. Otras aplicaciones son la navegación robótica, evasión de obstáculos, y el reconocimiento de objetos, aplicaciones al análisis y desarrollo del Neuromarketing.

## Lista de aplicaciones
Problemas típicos en los cuales se aplican métodos de IA
- Reconocimiento de patrones
  - Reconocimiento óptico de caracteres
  - Reconocimiento de caligrafía
  - Reconocimiento del habla
  - Reconocimiento facial
- Creatividad Artificial
- Neuromarketing
- Visión por computadora, Realidad virtual y Procesamiento de imágenes
- Diagnóstico (inteligencia artificial)
- Teoría de juegos y Planificación estratégica
- Inteligencia artificial en juegos y bot de videojuegos
- Procesamiento de lenguaje natural y Traducción
- Control no lineal y Robótica

Otros campos en los que se aplica la IA
- Vida artificial
- Razonamiento automático
- Automatización
- Sistemas bioinspirados
- Minería de conceptos
- Minería de datos
- Representación del conocimiento
- Web Semántica
- Filtrado de correos spam
- Robótica
  - Robótica basada en el comportamiento
  - Cognición
  - Cibernética
  - Robótica evolutiva
  - Muñecas Sexuales (inteligencia artificial)
- Sistemas híbridos inteligentes
- Agente inteligente
- Control inteligente